# Ford 1935
La Ford Model 48 était une mise à jour de la Ford V8 1932, le produit principal de la société. Introduites en 1935, elles reçoivent un rafraîchissement cosmétique en 1936 qui continue les années suivantes, la Ford de 1937, introduisant de nombreuses différences, avant d'être entièrement remplacée par la Ford de 1941. La combinaison du prix, de la fonctionnalité et de l'apparence de la Ford de 1935 a permis à l'entreprise de devancer son rival Chevrolet au sommet des ventes cette année-là, avec 820 000 exemplaires vendus. Le terme Model 68 est quant à lui utilisé pour les automobiles Ford V8 produites en 1936, qu'il s'agisse des Standard comme des De Luxe. Les Model 48 n'étant produites qu'en 1935.
Elle a donné lieu à des dérivés, en France par Matford (Matford Alsace V8 de Mathis).
Différant des modèles 1932-1934 par leur carrosserie plus aérodynamique, avec des ailes mieux intégrées et un arrière arrondi y compris pour les berlines, les Fords de 1935 et 1936 utilisent encore du bois dans leur structure.

## 1935

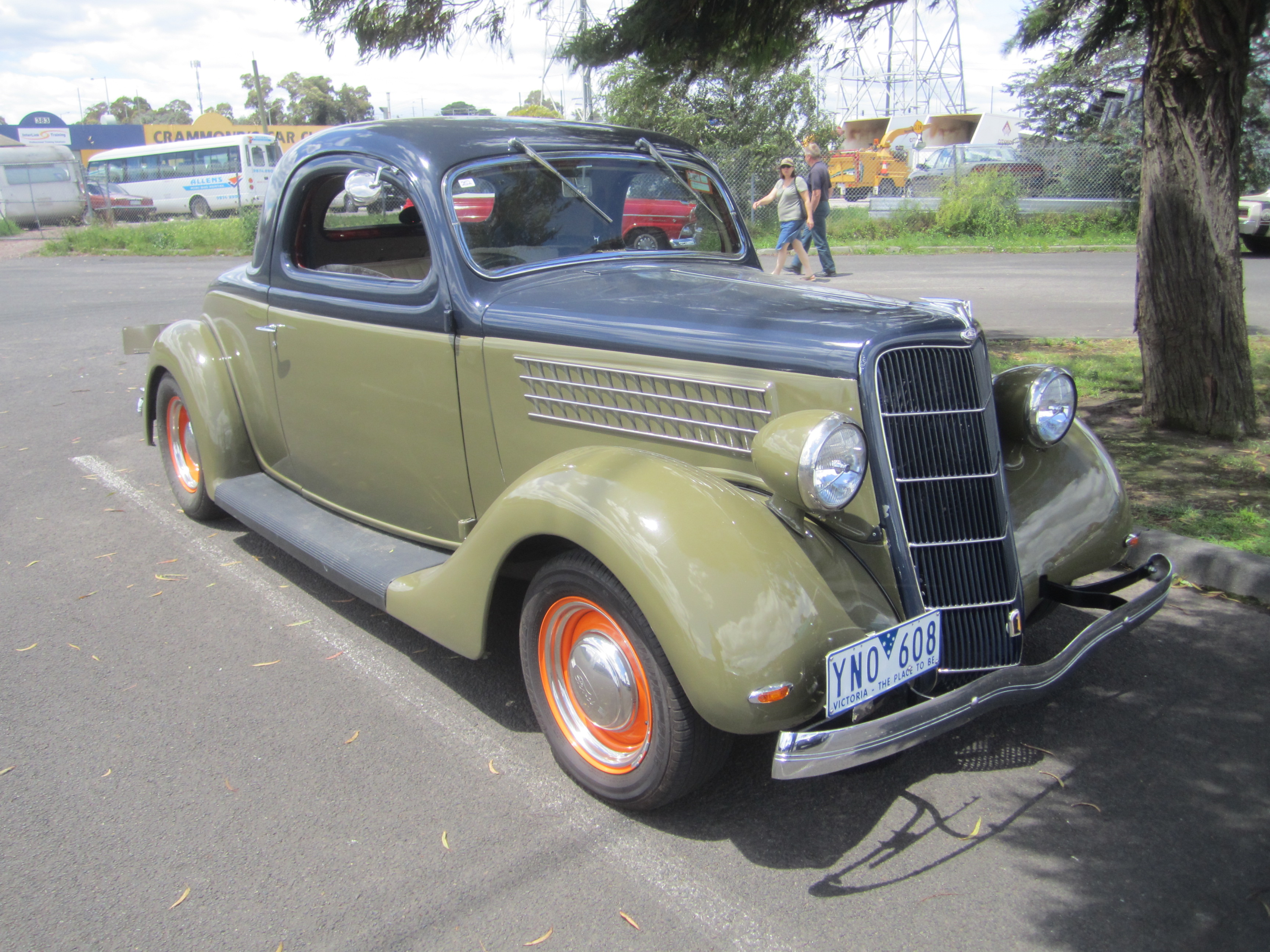
Coupé 3 fenêtres 1935.

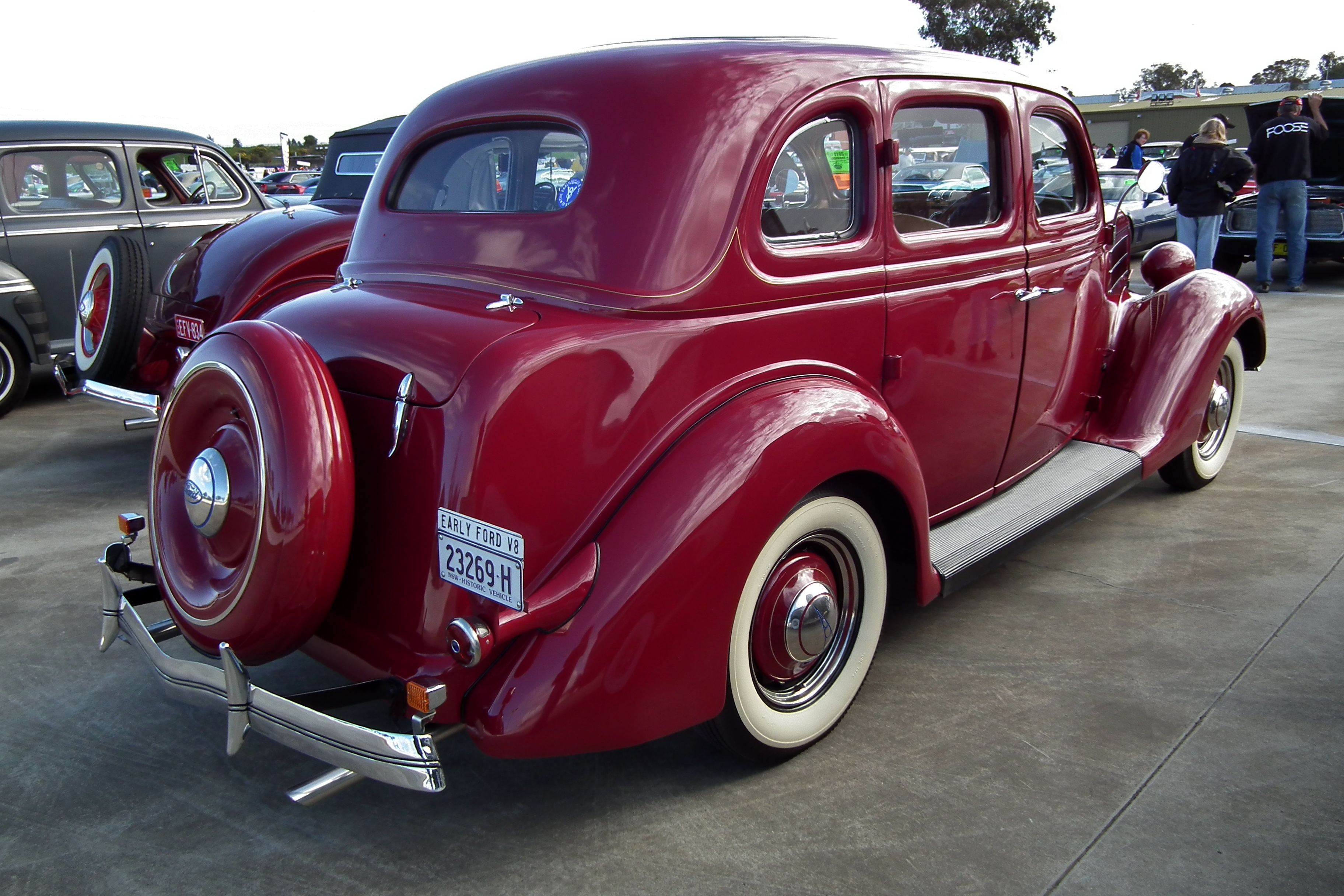
Berline à malle arrière.

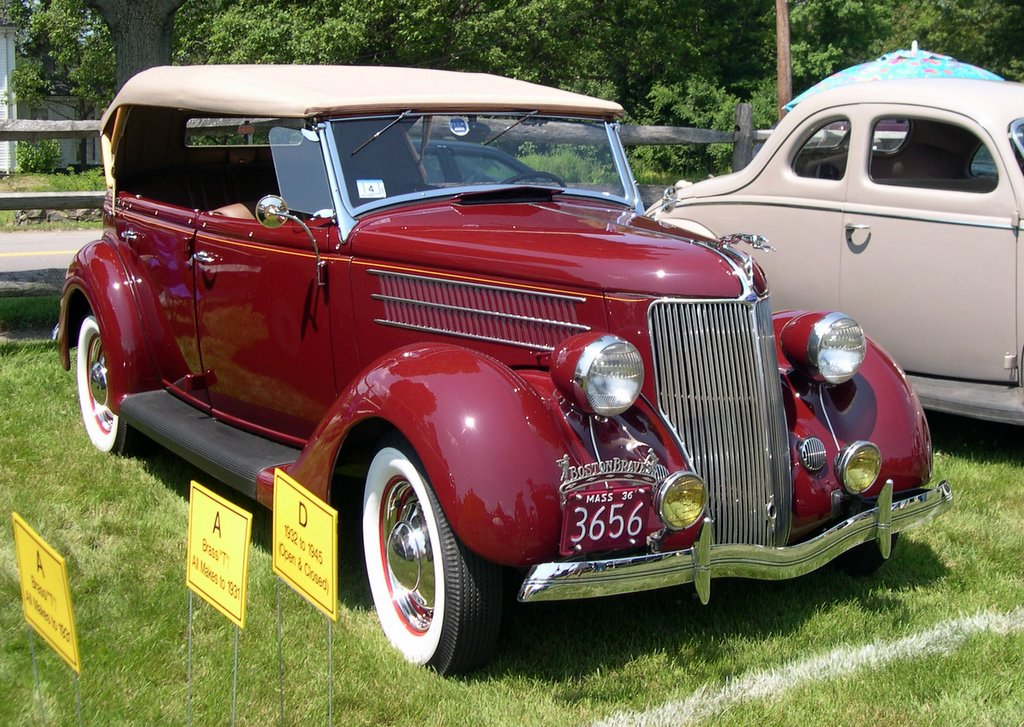
Ford Phaéton 1936 model 68.

La Ford Model 48 de 1935 était un rafraîchissement complet de la populaire Ford 1932. Le moteur quatre cylindres hérité de la Model A n'était plus offert, laissant juste le V8 221 de 3,6 L pour propulser chaque voiture et camion Ford. La suspension à ressort à lames transversales est restée, mais le ressort avant a été déplacé en avant de l'essieu pour offrir davantage de volume intérieur. La carrosserie est plus basse et la nouvelle assise « Center-Poise » améliorait le confort.
Visuellement, la Ford de 1935 était beaucoup plus moderne avec une calandre poussée vers l'avant et rendue plus visible par des ailes moins accentuées et plus intégrées. Une avancée majeure a été l'intégration d'un véritable coffre sur les berlines à « coffre », bien que l'équivalent traditionnel « flatback » soit également proposé. Les styles de carrosserie obsolètes comme la Victoria (une Tudor raccourcie) ont également été supprimés pour l'année. L'armature et les panneaux de bois des ont été fabriqués à l'usine Ford Iron Mountain dans la péninsule supérieure du Michigan à partir de bois fourni par des forets et scieries appartenant à Ford.
Deux finitions étaient proposées, Standard et DeLuxe, dans un certain nombre de styles de carrosserie, y compris un roadster de base, un cabriolet, un coupé à cinq fenêtres, un coupé à trois fenêtres, des berlines Tudor (two-door) et Fordor (four doors) en versions flatback ou à coffre, une berline décapotable, un break Woody, et nouveau pick-up Model 51. Les sièges de coffre étaient en option sur le modèle coupé et installés d'office sur les roadsters. Une jauge de pression d'huile (coûtant 4 $) et le second essuie-glace était en option. Si la radio, en option, était choisie, elle remplaçait le cendrier.

## 1936
Chevrolet retrouve la tête des ventes à la fin de 1936, mais la Ford Model 68 rencontrera tout de même un très grand succès. Un nouveau modèle club cabriolet a été introduit avec un pare-brise entièrement encadré et un toit résistant aux intempéries, et le phaéton est doté du coffre intégré apparu sur les berlines l'année précédente.

Le look a été mis à jour avec une calandre pentagonale inversée avec des barres entièrement verticales sous un capot proéminent et trois bandes latérales et horizontales chromées (sur les modèles DeLuxe). La DeLuxe V8 s'appelait la Model 68. Un klaxon dissimulé, longtemps une partie importante du design de la Ford, a également amené la voiture dans les temps modernes. Les nouveaux pick-ups ont continué avec l'ancienne calandre. D'autres changements majeurs pour 1936 ont été l'utilisation de roues pleines en acier embouti de style «artillerie» au lieu de roues à rayons.

versions australiennes des Ford 1936
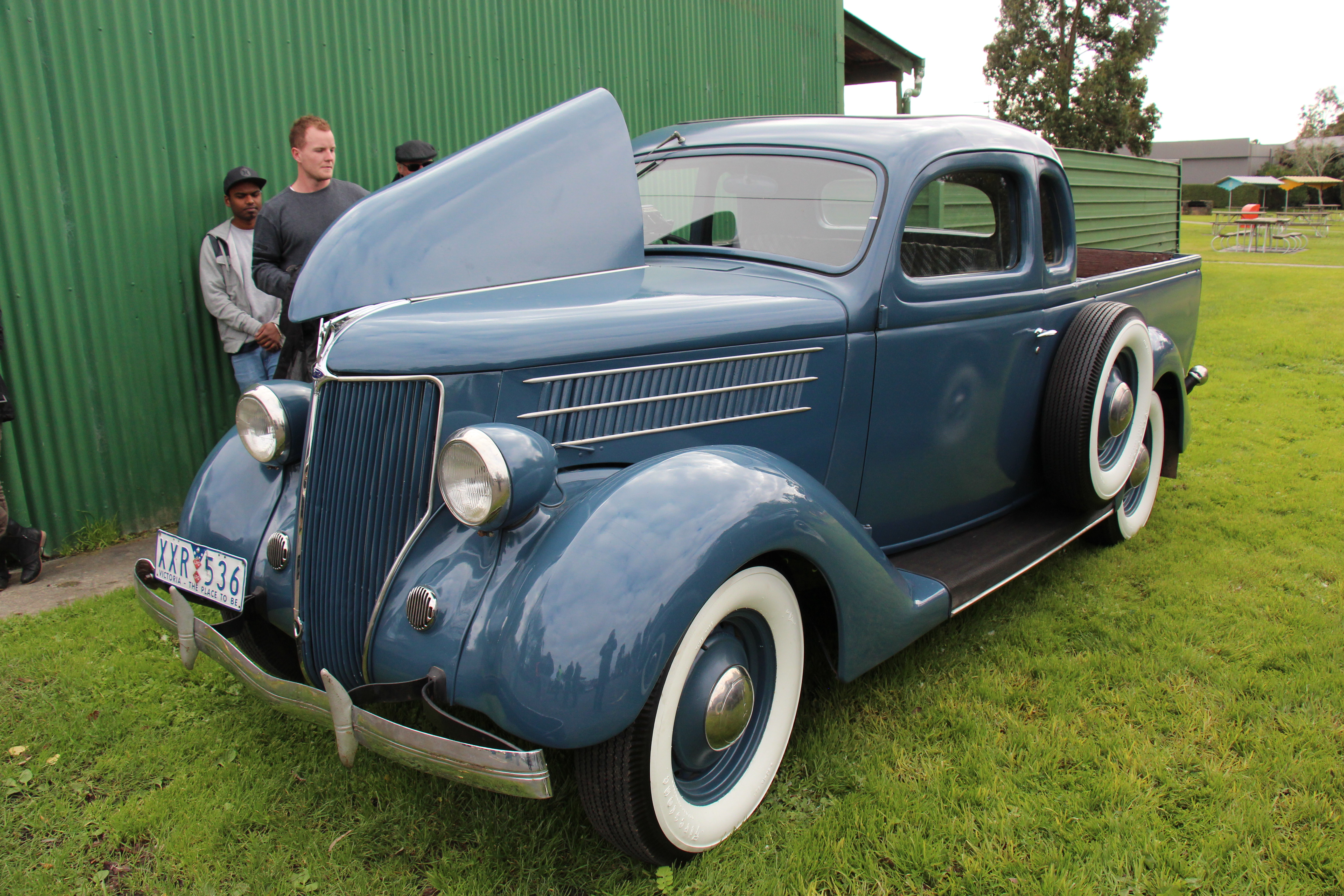
Coupé utilitaire.
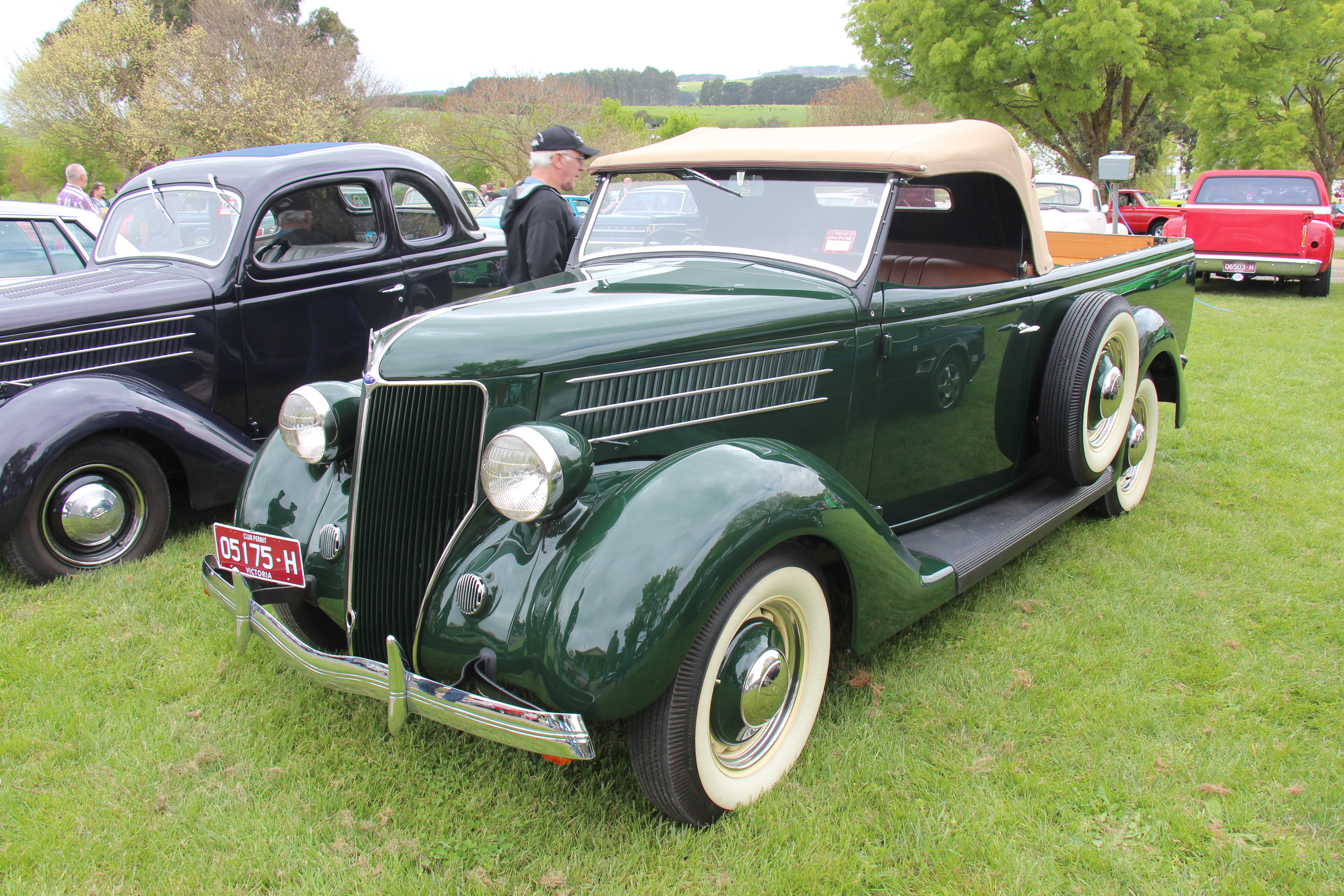
Roadster utilitaire.

## 1937-1940
En 1937, Ford a annoncé un nouveau style pour ses voitures et décide de se passer du bois pour ses automobiles, sauf les Woody. Seul un V8 était proposé, soit un V8 de 60 ch (45 kW), soit un V8 de 85 ch (63 kW).
Ce « nouveau » modèle qui perdurera jusqu'en 1941 réemploie cependant de nombreux composants des Model 48/68.